# Never Say Never (álbum)
Never S-A-Y Never (en español: Nunca digas nunca) es el segundo álbum de estudio de la cantante Brandy, publicado en junio de 1998 por la compañía discográfica Atlantic Records. La mayor parte del material discográfico fue producido por Rodney "Darkchild" Jerkins y su equipo. El álbum logró establecer la popularidad de Brandy, mientras que también popularizó la técnica de producción de Jerkins, quien se había inspirado en los sonidos de las producciones de Timbanland. El álbum ganó cinco nominaciones a los premios Grammy, y se estima que se han vendido más de 14 millones de copias en todo el mundo, siendo su álbum más exitoso hasta la fecha.

## Historia

### Concepción
Después de un largo descanso y varias apariciones en bandas sonoras de películas, Brandy finalmente entró al estudio en 1997, a trabajar en su segundo álbum de estudio con el productor Rodney Jerkins y su padre Willie Norwood. Si bien la mayor parte del material discográfico fue producido por Jerkins, tanto musicalmente como ejecutivamente; Brandy también trabajo con los productores Dallas Austin, Guy Roche, David Foster, entre otros. Los productores Babyface, Fat Joe, Da Brat y Big Pun también grabaron canciones con Brandy, aunque ninguna de estas fue publicadas oficialmente con el álbum.

### Lanzamiento y recepción

#### Recepción crítica
Never S-A-Y Never generalmente recibió buenas revisiones de parte de los críticos de música.
Stephen Thomas Erlewine de la página web Allmusic, observó que Brandy creó un término medio entre las cantantes Mariah Carey y Mary J. Blige, mezclando sonidos "adulto contemporáneos" con sonidos "callejeros". Erlewine señaló que al igual que la mayoría de álbumes adulto contemporáneo, Never S-A-Y Never está "empapado de relleno", aunque agregó que la "tenue voz de Brandy" hace que el material mediócre suene convincente. Erlewine también comentó que lo que realmente hace que Never S-A-Y Never sea un "disco ganador" es la alta calidad de la producción.

#### Recepción comercial
Never S-A-Y Never tuvo éxito mundial; en Estados Unidos debutó en el número tres en la lista Billboard 200 y número uno en la lista Billboard Top R&B/Hip-Hop álbumes, con más de 160.000 copias vendidas en su primera semana, la siguiente semana ascendió al número dos con 153.000 copias vendidas. El álbum se mantuvo en el top 20 hasta principios de 1999 y más tarde recibió cinco certificaciones de platino por la RIAA, al vender más de cinco millones de unidades en país.
El álbum también llegó al top de 10 de las listas musicales de Alemania, Canadá, Dinamarca y Países Bajos. En Asia, el álbum tuvo un éxito similar, siendo uno de los primeros álbumes de r&b que lograba posicionar varios sencillos en las listas musicales de numerosos países del continente. 
En 1999 Brandy realizó la gira mundial Never S-A-Y Never tour, con presentaciones en Asia, América, Europa y Oceanía. 

#### Premios y nominaciones
Never S-A-Y Never fue nominado a la 41.ª edición de los premios Granny, en la categoría "Mejor álbum de r&b", perdiendo frente a The Miseducation Of Lauryn Hill de Lauryn Hill; mientras que su éxito "The Boy Is Mine" ganó el premio a la "Mejor colaboración vocal de r&b", y además fue nominado al premio "Grabación del año" y "Mejor canción de r&b", perdiendo ambas concesiones frente a "My Heart Will Go On" de Céline Dion y "A Rose Is Still a Rose" de Lauryn Hill, respectivamente. En la 42.ª edición de los premios Granny, Justin fue nominada en la categoría "Mejor interpretación vocal femenina de r&b" por su cancíón "Almost Doesn't Count", perdiendo frente a "It's Not Right but It's Okay" de Whitney Houston.

## Lista de pistas
1. "Intro" — 0:49
2. "Angel in Disguise" (LaShawn Daniels, Fred Jerkins III, Rodney Jerkins, Isaac Philips, Nycolia Turman, Traci Hale) — 4:48
3. "The Boy Is Mine" (a dueto con Monica) (Brandy Norwood, LaShawn Daniels, Fred Jerkins III, Rodney Jerkins) — 4:55
4. "Learn the Hard Way" (Brandy Norwood, LaShawn Daniels, Fred Jerkins III, Rodney Jerkins) — 4:51
5. "Almost Doesn't Count" (Guy Roche, Shelly Peiken) — 3:37
6. "Top of the World" (Con Mase) (Mason Betha, LaShawn Daniels, Traci Hale, Fred Jerkins III, Rodney Jerkins, Isaac Phillips, Nycolia Turman) — 4:41
7. "U Don't Know Me (Like U Used To)" (Brandy Norwood, Rodney Jerkins, Isaac Phillips, Paris Davis, Sean Bryant) — 4:28
8. "Never Say Never" (Brandy Norwood, Rodney Jerkins, Fred Jerkins III, Japhe Tejeda, LaShawn Daniels, Rick Williams) — 5:10
9. "Truthfully" (Rodney Jerkins, Harvey Mason Jr., Marc Nelson, Brad Gilderman) — 4:58
10. "Have You Ever?" (Diane Warren) — 4:32
11. "Put That on Everything" (Brandy Norwood, Rodney Jerkins, Fred Jerkins III, Japhe Tejeda, LaShawn Daniels) — 4:51
12. "In the Car Interlude" (Brandy Norwood) — 1:10
13. "Happy" (Brandy Norwood, Rodney Jerkins, Fred Jerkins III, Japhe Tejeda, LaShawn Daniels) — 4:06
14. "One Voice" (Phil Gladston, Gordon Chambers) — 4:08
15. "Tomorrow" (Brandy Norwood, Rodney Jerkins, Fred Jerkins III, Japhe Tejeda, LaShawn Daniels) — 5:21
16. "(Everything I Do) I Do It For You" (Bryan Adams, Michael Kamen, Robert John "Mutt" Lange) — 4:10

- Datos: Q583084